# Red Petra Zrinskog i Frana Krste Frankopana
Red Petra Zrinskog i Frana Krste Frankopana je odlikovanje Republike Hrvatske koje zauzima jedanaesto mjesto u važnosnome slijedu hrvatskih odlikovanja. Red je ustanovljen 10. ožujka 1995. godine. ↓F1 Radi se o jedinstvenom redu dvojaka oblika, odnosno znaka: za poginule i za nestale u Domovinskom ratu. ↓F2
Red Petra Zrinskog i Frana Krste Frankopana s pozlaćenim pleterom dodjeljuje se hrvatskim i stranim državljanima kao časni znak vječnog spomena poginulima za hrvatsku državu u ratu, izravnoj ratnoj opasnosti ili u iznimnim okolnostima u miru.
Red Petra Zrinskog i Frana Krste Frankopana s posrebrenim pleterom dodjeljuje se hrvatskim i stranim državljanima nestalim u tijeku Domovinskog rata.

## Izgled
Red se sastoji od znaka Reda položenog na Danicu i pločice.
Znak Reda čini grb Republike Hrvatske položen na okomiti mač iz čije krsnice izlazi vijenac tropleta isprepletena hrastovim lišćem. Za poginule znak Reda je zlatne boje, a za nestale srebne. Znak Reda je položen u središnji dio posrebrene Danice s dvanaest krakova. Na glatkom naličju Danice za poginule ugravirano je geslo: »Navik on živi ki zgine pošteno«.
Na pločici je ugravirano ime i prezime odlikovanog. Naličje pločice je glatko. Za poginule pločica je pozlaćena i ima ispod imena i prezimena geslo Reda: »Navik on živi ki zgine pošteno«. Za nestale pločica je posrebrena.

## Poticaj za dodjelu i uručivanje
Predsjednik Republike Hrvatske dodjeljuje odlikovanje Reda na vlastiti poticaj ili na prijedlog Državnog povjereništva za odlikovanja i priznanja Republike Hrvatske.
Predsjednik Republike uručuje Red osobno ili može imenovati kao svog izaslanika za uručenje Reda imenovati predsjednika Hrvatskoga sabora, predsjednika Vlade, ministre i župane te iznimno osoba po odluci predsjednika Republike.
Ako se ustanovi da je neki od nestalih odlikovan sa srebrnim znakom Reda poginuo, Odjel za odlikovanja i priznanja Ureda predsjednika Republike zamjenjuje srebrni znak Reda s pozlaćenim znakom Reda. Ako se utvrdi da je neki od nestalih odlikovan Redom sa srebrnim znakom Reda živ, odlikovani vraća Red Odjelu.

## Isticanja
Red ističu obitelji odlikovanih osoba prilikom svečanih prigoda posvećenih uspomeni na odlikovanoga.

## Napomene
1. ↑F1  Pravilnik Reda Petra Zrinskog i Frana Krste Frankopana u svom članku 2. stavku 1. ističe da je Red ustanovljen Zakonom o odlikovanjima i priznanjima Republike Hrvatske ("Narodne novine", broj 20/95)., dakle 1995. godine. Međutim, u literaturi (Stjepan Adanić, et al., Hrvatska odlikovanja, Zagreb., 1997., ISBN 953-6053-18-7)  spominje se da je Red ustanovljen 10. siječnja 1992. godine, tj. Uredbom o odličjima za ratne zasluge ("Narodne novine", br. 6/92.). Prema spomenutoj Uredbi postojao je Orden Zrinskog i Frankopana kao posmrtno odličje, međutim Uredba nikad nije zaživjela jer je iste godine donesen Zakon o odlikovanjima i priznanjima Republike Hrvatske ("Narodne novine", br. 33/92.). Ovaj Zakon predviđao je Orden Petra Zrinskoga i Frana Krste Frankopana koji se dodjeljivao kao posmrtno odlikovanje palim za hrvatsku državu. Taj je Zakon prestao važit stupanjem na snagu sadašnjeg Zakona.
2. ↑F2  Stjepan Adanić, et al., Hrvatska odlikovanja, Zagreb., 1997., ISBN 953-6053-18-7